# Longchamps-sur-Aire
Longchamps-sur-Aire é uma comuna francesa na região administrativa de Grande Leste, no departamento de Meuse. Estende-se por uma área de 15,68 km². Em 2010 a comuna tinha 130 habitantes (densidade: 8,3 hab./km²).